# Amiens
Amiens [amján ] je historické město v severní Francii v departmentu Somme. Leží asi 120 km severně od Paříže na řece Sommě v oblasti historické Pikardii a má asi 132 727 obyvatel. Katedrála ze 13. století je zapsána na Seznamu světového dědictví a je největší ve Francii.

## Historie
Město bylo obýváno již před příchodem Římanů galským kmenem Albianů. Římané zde zbudovali město Samarobriva (z galštiny – most přes řeku Sommu).
Při svých bojích v Galii zde strávil zimu na přelomu let 54 a 53 př. n. l. Julius Caesar. V době kolem začátku letopočtu se jednalo o jedno z nejdůležitějších římských měst v Galii.
V roce 287 zde bylo zřízeno biskupství. Právě v tomto městě se svatý Martin podělil s chudákem o polovinu svého oděvu (338). Roku 1218 zapálil blesk románskou katedrálu a začalo se se stavbou současné katedrály. Od pozdního středověku se Amiens proslavil výrobou textilu a barvířstvím.
25. března 1802 byl na radnici v Amiens uzavřen mír mezi Anglií a Francií. Roku 1849 bylo město připojeno na železnici a začal rychlý rozvoj průmyslu. Za první i druhé světové války bylo město silně poškozeno, historické jádro však bylo ušetřeno.
Ve městě žil, zemřel a je pochován spisovatel Jules Verne.

## Sport
- Amiens SC – fotbalový klub

## Památky

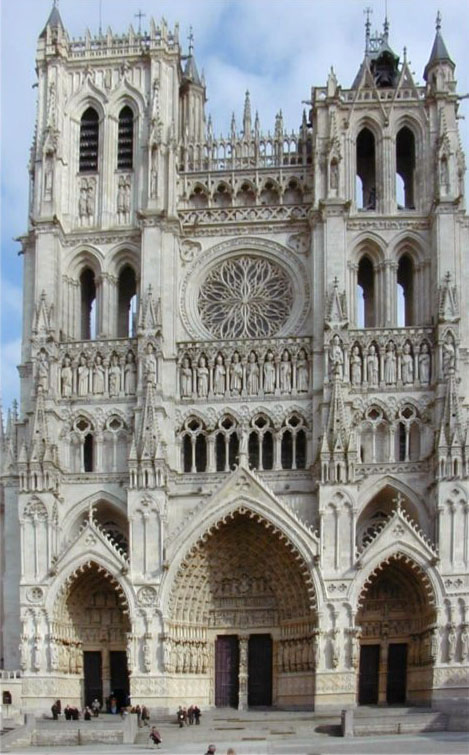
Katedrála v Amiens

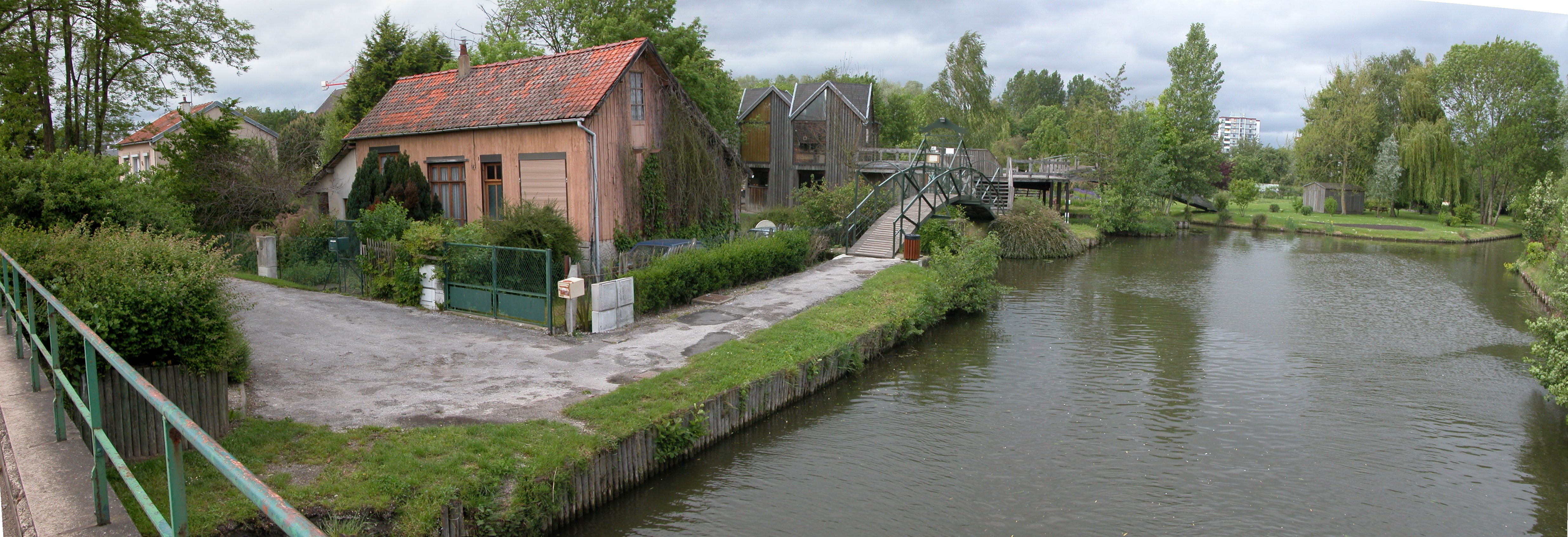
Zahrádkářská čtvrť (Hortillonage) v Amiens

- Katedrála Panny Marie (Notre-Dame d'Amiens) ze 13. století patří na seznam památek UNESCO a je největší katedrálou ve Francii. Je 145 m dlouhá, 112 m vysoká a výška vnitřní klenby měří 42,3 m. Vyniká také neobyčejně bohatou sochařskou výzdobou. Stavbu řídili tři architekti, nejvýznamnějším byl Robert de Luzarches.
- Perretova věž, obytný a kancelářský komplex z roku 1952, vysoký 110 m, je dílem architekta Auguste Perreta.
- Zvonice (Belfry) z 15. století s nástavbou z doby kolem 1750.
- Zahrádkářská oblast Hortillonage, původně močál, od římských dob odvodňovaný kanály, přitahuje tisíce turistů.
- Archeologická oblast Saint-Acheul s předhistorickými i starověkými vykopávkami.

### Další kostely
- kostel Ste Jeanne d'Arc
- kostel Petit Saint Jean
- kostel St Acheul
- kostel Sainte Anne
- kostel Saint Firmin
- kostel Saint Germain
- kostel Saint Honoré
- kostel Saint Jacques
- kostel Saint Leu
- kostel Saint Martin
- kostel Saint Maurice
- kostel Saint Paul
- kostel Saint Pierre
- kostel Saint Rèmi
- kostel Saint Rémi
- kostel Saint Roch

### Muzea
- Muzeum Pikardie - sbírky archeologických nálezů, středověkých a uměleckých předmětů
- Dům Julese Verna (Maison à la Tour)
- Musée ďArt Local et ďHistoire Régionale - sbírka pikardských uměleckých předmětů.

## Vývoj počtu obyvatel
Počet obyvatel

## Osobnosti města

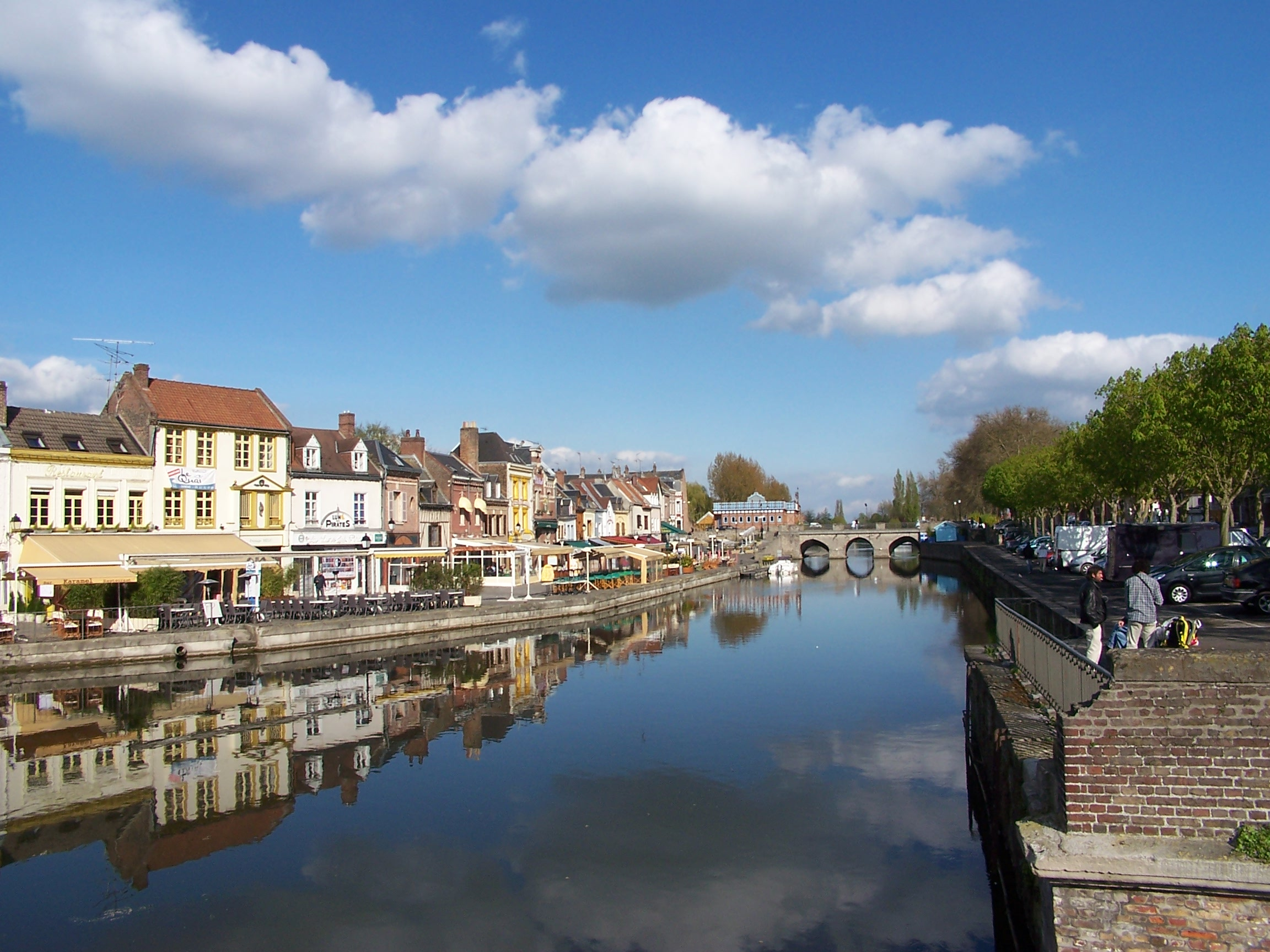
Nábřeží Bélu

- Ansgar (asi 801–865), arcibiskup a světec
- Petr Poustevník (asi 1050–1115), jeden z náboženských vůdců první křížové výpravy
- Vincent Voiture (1598–1648), básník
- Charles du Fresne (1610–1688), historik a filolog
- Jacques Rohault (1618–1672) , fyzik
- Jean-Baptiste Gresset (1709–1777), básník
- Choderlos de Laclos (1741–1803), spisovatel
- Jean-Baptiste Delambre (1749–1822), astronom a matematik
- Pierre-François-Marie-Auguste Dejean (1780–1845), generál
- Pierre Puvis de Chavannes (1824–1898), malíř
- Jules Verne (1828–1905), spisovatel dobrodružné literatury
- Édouard Lucas (1842–1891), matematik
- Édouard Branly (1844–1940) , fyzik
- Auguste Perret (1874–1945), architekt
- Roland Dorgelès (1885–1973) , spisovatel
- Maurice Boitel (1919–2007), malíř
- Anne Brochetová (* 1966), herečka
- Emmanuel Macron (* 1977), politik, prezident Francie
- Julie Coinová (* 1982), tenistka

## Vzdělávání
- Pikardská univerzita Julese Verna, oficiálně založená roku 1970
- Řada technických a uměleckých škol

## Partnerská města
- Darlington, Velká Británie
- Dortmund, Německo
- Görlitz, Německo
- Nafplio, Řecko
- Tulsa, Oklahoma, USA
- Liberec, Česko